# Рівас (Нікарагуа)
Рівас (ісп. Rivas) — місто і муніципалітет у південно-західній частині Нікарагуа, адміністративний центр департаменту Рівас.

## Географія
Місто розташоване на перешийку між озером Нікарагуа і Тихим океаном. Абсолютна висота — 69 метрів над рівнем моря.
Клімат Ріваса — тропічний, з порівняно коротким сухим сезоном, що триває з січня по квітень, і тривалим сезоном дощів (з травня по жовтень). Середні температури протягом року змінюються незначно, від 25,5 °C в січні до 27,7 °C — у травні. Річна норма опадів становить 1345 мм.

## Населення
За даними на 2013 рік чисельність населення міста становить 33 267 осіб.
Динаміка чисельності населення міста по роках:
| 1971   | 1995   | 2000   | 2005   | 2013   |
| ------ | ------ | ------ | ------ | ------ |
| 10 007 | 20 868 | 26 053 | 27 650 | 33 267 |

## Відомі уродженці
- Чаморро Віолета — нікарагуанський політик, журналістка. Президент Нікарагуа з 25 квітня 1990 по 10 січня 1997.